# Franco Modigliani
Pour les articles homonymes, voir Modigliani (homonymie).
Franco Modigliani, né le 18 juin 1918 à Rome (Italie) et mort le 25 septembre 2003 à Cambridge (Massachusetts, États-Unis), est un économiste italo-américain. Il reçoit en 1985 le prix « Nobel » d'économie de la Banque de Suède pour « ses analyses pionnières de l'épargne et des marchés financiers ».

## Biographie

### Jeunesse et études
Franco Modigliani obtient le baccalauréat avec deux ans d'avance, après l'avoir préparé au lycée Visconti de Rome. Il obtient une licence en économie à l'université catholique du Sacré-Cœur en Italie. Il quitte son pays après que Mussolini a instauré en 1938 une politique anti-juive calquée sur celle des Nazis. Il vit alors un temps à Paris.
Il part pour les États-Unis et obtient son doctorat à la New School for Social Research (New York) en 1944.

### Parcours professionnel
Il commence par enseigner à l'université Columbia. Il enseigne ensuite à l'université Carnegie-Mellon et au Massachusetts Institute of Technology (MIT).
Modigliani est surtout connu pour ses travaux avec Richard Brumberg sur le cycle de vie dans sa théorie sur l'épargne et ses travaux avec Merton Miller sur la finance d'entreprise, notamment sur la neutralité de la structure financière sur le résultat par action.
Franco Modigliani a été marié à Serena Calabi (1917-2008) ; ils ont eu ensemble un fils, Andre.

## Publications
- The Collected Papers of Franco Modigliani, MIT Press, 1980
- The Life-Cycle Hypothesis of Savings : Aggregate Implications and Tests, avec Albert Ando, American Economic Review, vol. 53, 1963

## Prix et récompenses
- Prix de la Banque de Suède en sciences économiques en mémoire d'Alfred Nobel (1985)[3].